# 日本人民解放聯盟
日本人民解放聯盟是第二次世界大战中国抗日战争期间在中国共产党革命根据地活动的日本抵抗组织，该组织于1944年在延安成立，由自愿向中共投降的日本兵组成。該組織設有20多個支部，並擁有自己的旗幟。

## 概要
1944年，在野坂參三的建議下，日本人民解放聯盟在延安成立，該組織成員主要由向中國共產黨投降的日本人和反法西斯的難民組成。未來的中共領導人如毛澤東、朱德、野坂（化名岡野進）也參加了解放同盟成立大會。朱德將解放同盟的成立稱為中日新關係的起點，並表示，當解放同盟的鬥爭導致日本建立「人民政府」時，中日兩國將成為「真正的友好和友好的國家」。
日本戰俘在面臨選擇時，可選擇留在邊境地區或返回前線。對於選擇留下的人，他們將受邀加入解放聯盟。對於那些選擇返回的人則舉行歡送會，提供旅費和導遊。在戰爭一開始到1944年中期，中國共產黨俘虜了3,000多名逃兵或俘虜，其中只有大約325人選擇留在八路軍。解放同盟的三點綱領是「反對戰爭、推翻軍國主義、在戰後日本建立屬於民主的人民政府」。該同盟的目的主要是影響日本戰後發展的特徵。解放聯盟允许包括共產主義者、非共產主義者和反共主義者參與。加入的要求包括「同意主張結束戰爭、推翻軍國主義、建立民主日本」，以及「改善農民、工業工人和小商人的狀況」。他們加入解放聯盟後，並未被稱為囚犯。據報導，到了1944年7月12日，一些團員已在八路軍中擔任心理戰參謀和日本戰法教官。
解放聯盟並不渴望成為未來政府，而只是希望成為那些反對軍人階級野心的日本人的機關報。該同盟的口號不要求推翻天皇，也不攻擊三井、三菱，而是要求立即停止戰爭，從包括滿洲國在內的所有佔領區撤軍，建立民主政府。對於盟軍對日本的佔領，聯盟希望日本人民首先消滅軍國主義，使其變得不必要，但如果人民無法獨立完成這項工作，則聯盟會贊成它。
隨著在日軍、淪陷區中國居民、以及日本反軍國主義團體中的影響力逐漸擴大。岡野指出，同盟的政策主張透過集中所有反對軍國主義的宣傳，以此來瓦解日本的統治階級。而非透過過早煽動反對天皇，因為當軍國主義從內外被擊敗時，天皇容易成為攻擊的對象。除此之外，國聯和日本共產黨的唯一目標是民主，因為日本的共產主義革命時機尚未成熟。儘管遭到鎮壓，解放同盟的意志力仍然堅定。約翰·K·埃默森則指出，解放聯盟所宣稱的原則是民主的，並且它並不等同於共產黨。然而，美國眾議院外交事務委員會卻將解放聯盟歸類為共產主義組織。
1944年12月18日，《生活》雜誌發表了一篇題為《走進紅色中國，泰迪·懷特講述共產黨人抵抗無情日本人的故事，來自遙遠、難以到達的延安》的文章報道，報導稱日本解放同盟擁有超過300名活躍成員 。約翰‧艾默森在1944年11月7日的報告中提到，解放同盟在中國北部和中部約有450名日本囚犯。
據稱，日軍派出六名刺客進入延安地區毒害岡野並擾亂解放同盟的活動。這六名日本人民解放聯盟成員被指控受到日本特務部門的委託，試圖向八路軍“投降”，以從內部摧毀解放同盟。

## 另見
- 在華日人反戰同盟
- 日本兵士覺醒連盟（英语：League_to_Raise_the_Political_Consciousness_of_Japanese_Troops）
- 大日本帝國的政治異議（英语：Political_dissidence_in_the_Empire_of_Japan）

### 書籍
- United States. Congress. Senate. Committee on the Judiciary.  pt 7. Washington, U.S. Govt. Print. Off. 1951: 2450–2474.
- United States. Congress. Senate. Committee on the Judiciary. . Parts 50-54. United States. Congress. Senate. Committee on the Judiciary. 1956: 3502–3505.
- 日美民主委員會（英语：Japanese American Committee for Democracy）. Japanese People's Emancipation League: Its Program and Activities: A Japanese People's Movement for a Democratic Japan. 1945.
- Xiaoyuan Liu. . Cambridge University Press. 1956: July 25, 2002.
- Israel Epstein. . 2005.
- Ariyoshi, Koji. . University of Hawaii Press. 2000.
- 艾格尼丝·史沫特莱. . NYU Press. 1972: 388.

## 外部連結
- . Tribune (Sydney, Nsw : 1939 - 1976) (Tribune). October 26, 1945: 4  [2024-01-12]. （原始内容存档于2023-11-30）.
- . The Milwaukee Journal. March 11, 1945  [2024-01-12]. （原始内容存档于2016-03-05）.
- . The Sydney Morning Herald. July 12, 1944  [2024-01-12]. （原始内容存档于2024-01-08）.
- . Army News (Darwin, Nt : 1941 - 1946) (Army News). 8 August 1944: 3.
- . Tribune (Sydney, Nsw : 1939 - 1976) (Tribune). June 14, 1945: 2  [2024-01-12]. （原始内容存档于2023-12-01）.
- . Harry S. Truman Library and Museum.   [2024-01-12]. （原始内容存档于2016-03-05）.